# Rory McIlroy
Rory McIlroy (Condado de Down, 4 de maio de 1989) é um jogador profissional de golfe norte-irlandês.
Nascido em Holywood, County Down na Irlanda do Norte, é filho único de Gerry e Rosie McIlroy. Rory tornou-se jogador de golfe profissional em 2007 com apenas 18 anos, tornando-se assim o jogador mais jovem no top-50 do ranking mundial. Desde então Rors já ganhou 5 majors: U.S. Open (em 2011),  PGA Championship (em 2012), The Open e o PGA Championship (em 2014), e o Masters (em 2025). Também venceu o The Players Championship por duas vezes, em 2019 e em 2025.
Em abril de 2025, ao vencer o Masters, ele se tornou o sexto jogador de golfe da história a realizar o Grand Slam na carreira, ou seja, vencer todos os quatro principais torneios do golfe — e o único europeu a conseguir tal feito.

## Carreira
Rory McIlroy, tal como muitos começou bem cedo, pois com apenas 2 anos chegava a bater bolas de 36 metros. Rory hoje deve muito aos seus pais, já que para que Rory pudesse jogar e continuar a evoluir chegavam a ter vários trabalhos e a fazer turnos noturnos. Porém, Rory, aos 16 anos, abandonou os estudos para poder se concentrar no golfe.

## Vida pessoal
Rory McIlroy é casado com Erica Stoll, ex-funcionária da PGA of America, desde 2017. Eles têm uma filha, Poppy, que nasceu em 2020.
Ele tem residências em Holywood, Irlanda do Norte, e em Júpiter, Flórida, Estados Unidos.

## Vitórias como Amador (5)
- 2005 West of Ireland Championship, Irish Close Championship
- 2006 West of Ireland Championship, Irish Close Championship, European Amateur Championship

## Vitórias como Profissional (44)

### Vitórias noPGA Tour(29)[1]
| Legenda                                              |
| Majors (5)                                           |
| World Golf Championships (3)                         |
| FedEx Cup playoff evento (6)                         |
| Outros PGA Tour, Signature events e The Players (15) |

| No. | Data         | Torneio                                        | Pontuação vencedora | Para o par | Margem de vitória | Vice-campeão                  |
| --- | ------------ | ---------------------------------------------- | ------------------- | ---------- | ----------------- | ----------------------------- |
| 1   | 2 Maio 2010  | Quail Hollow Championship                      | 72-73-66-62=273     | −15        | 4 tacadas         | Phil Mickelson                |
| 2   | 19 Jun 2011  | U.S. Open                                      | 65-66-68-69=268     | −16        | 8 tacadas         | Jason Day                     |
| 3   | 4 Mar 2012   | The Honda Classic                              | 66-67-66-69=268     | −12        | 2 tacadas         | Tom Gillis, Tiger Woods       |
| 4   | 12 Ago 2012  | PGA Championship                               | 67-75-67-66=275     | −13        | 8 tacadas         | David Lynn                    |
| 5   | 3 Set 2012   | Deutsche Bank Championship                     | 65-65-67-67=264     | −20        | 1 tacada          | Louis Oosthuizen              |
| 6   | 9 Set 2012   | BMW Championship                               | 64-68-69-67=268     | −20        | 2 tacadas         | Phil Mickelson, Lee Westwood  |
| 7   | 20 Jul 2014  | The Open Championship                          | 66-66-68-71=271     | −17        | 2 tacadas         | Rickie Fowler, Sergio García  |
| 8   | 3 Aug 2014   | WGC-Bridgestone Invitational                   | 69-64-66-66=265     | −15        | 2 tacadas         | Sergio García                 |
| 9   | 10 Ago 2014  | PGA Championship (2)                           | 66-67-67-68=268     | −16        | 1 tacada          | Phil Mickelson                |
| 10  | 3 Maio 2015  | WGC-Cadillac Match Play                        | 4 & 2               | −          | −                 | Garry Woodland                |
| 11  | 2 Maio 2010  | Wells Fargo Championship (2)                   | 70-67-61-69=267     | −21        | 7 tacadas         | Patrick Rodgers, Webb Simpson |
| 12  | 3 Set 2016   | Deutsche Bank Championship                     | 71-67-66-65=269     | −15        | 2 tacadas         | Paul Casey                    |
| 13  | 25 Set 2016  | Tour Championship                              | 68-70-66-64=268     | −12        | playoff           | Kevin Chappell, Ryan Moore    |
| 14  | 18 Mar 2018  | Arnold Palmer Invitational                     | 69-70-67-64=270     | −18        | 3 tacadas         | Bryson DeChambeau             |
| 15  | 19 Mar 2019  | The Players Championship                       | 67-65-70-70=272     | −16        | 1 tacada          | Jim Furyk                     |
| 16  | 9 Jun 2019   | RBC Canadian Open                              | 67-66-64-61=258     | −22        | 7 tacadas         | Webb Simpson, Shane Lowry     |
| 17  | 25 Ago 2017  | Tour Championship                              | 68-70-66-64=268     | −18        | 4 tacadas         | Xander Schauffele             |
| 18  | 3 Nov 2019   | WGC-HSBC Champions                             | 67-67-67-68=269     | −19        | playoff           | Xander Schauffele             |
| 20  | 9 Maio 2021  | Wells Fargo Championship (3)                   | 72-66-68-68=274     | −10        | 1 tacada          | Abraham Ancer                 |
| 21  | 12 Jun 2022  | RBC Canadian Open (2)                          | 66-68-65-62=261     | −19        | 2 tacadas         | Tony Finau                    |
| 22  | 28 Ago 2022  | Tour Championship (3)                          | 67-67-63-66=263     | −21        | 1 tacada          | Kurt Kitayama, Im Sung-jae    |
| 23  | 23 Out 2022  | CJ Cup (2)                                     | 66-67-67-67=267     | −17        | 1 tacada          | Kurt Kitayama                 |
| 24  | 16 Jul 2023  | Genesis Scottish Open                          | 64-66-67-68=265     | −15        | 1 tacada          | Robert MacIntyre              |
| 25  | 28 Abr 2024  | Zurich Classic of New Orleans                  | 61-70-64-68=263     | −25        | playoff           | Chad Ramey, Martin Trainer    |
| 26  | 12 Maio 2024 | Wells Fargo Championship (4) (signature event) | 67-68-67-65=267     | −17        | 5 tacadas         | Xander Schauffele             |
| 27  | 2 Fev 2024   | AT&T Pebble Beach Pro-Am (signature event)     | 66-70-65-66=267     | −21        | 2 tacadas         | Shane Lowry                   |
| 28  | 2 Fev 2024   | The Players Championship (2)                   | 67-68-73-68=276     | −12        | playoff           | J. J. Spaun                   |
| 29  | 13 Abr 2025  | Masters                                        | 72-66-66-73=277     | −11        | playoff           | Justin Rose                   |

PGA Tour playoff recorde (0–2)
| No. | Ano  | Torneio                  | Oponente                                  | Resultado                                           |
| --- | ---- | ------------------------ | ----------------------------------------- | --------------------------------------------------- |
| 1   | 2012 | Wells Fargo Championship | Rickie Fowler, D. A. Points               | Fowler ganha com um birdie no primeiro buraco extra |
| 2   | 2014 | Honda Classic            | Russell Henley, Russell Knox, Ryan Palmer | Henley ganha com um birdie no primeiro buraco extra |

### Vitórias noEuropean Tour(19)[7]
| Legenda                  |
| Majors (5)               |
| Outro European Tour (14) |

| No. | Data         | Torneio                               | Pontuação vencedora | Para o par | Margem de vitória | Vice-campeão                 |
| --- | ------------ | ------------------------------------- | ------------------- | ---------- | ----------------- | ---------------------------- |
| 1   | 1 Fev 2009   | Dubai Desert Classic                  | 64-68-67-70=269     | −19        | 1 tacada          | Justin Rose                  |
| 2   | 19 Jun 2011  | U.S. Open                             | 65-66-68-69=268     | −16        | 8 tacadas         | Jason Day                    |
| 3   | 4 Dez 2011   | UBS Hong Kong Open1                   | 64-69-70-65=268     | −12        | 2 tacadas         | Grégory Havret               |
| 4   | 12 Ago 2012  | PGA Championship                      | 67-75-67-66=275     | −13        | 8 tacadas         | David Lynn                   |
| 5   | 25 Nov 2012  | DP World Tour Championship, Dubai     | 66-67-66-66=265     | −23        | 2 tacadas         | Justin Rose                  |
| 6   | 25 Mai 2014  | BMW PGA Championship                  | 68-71-69-66=274     | −14        | 1 tacada          | Shane Lowry                  |
| 7   | 20 Jul 2014  | The Open Championship                 | 66-66-68-71=271     | −17        | 2 tacadas         | Rickie Fowler, Sergio García |
| 8   | 3 Ago 2014   | WGC-Bridgestone Invitational          | 69-64-66-66=265     | −15        | 2 tacadas         | Sergio García                |
| 9   | 10 Ago 2014  | PGA Championship (2)                  | 66-67-67-68=268     | −16        | 1 tacada          | Phil Mickelson               |
| 10  | 1 Fev 2015   | Omega Dubai Desert Classic            | 66-64-66-70=266     | −22        | 3 tacadas         | Alex Norén                   |
| 11  | 3 Maio 2015  | WGC-Bridgestone Invitational          | 4 & 2               | −          | −                 | Gary Woodland                |
| 12  | 22 Nov 2015  | DP World Tour Championship, Dubai     | 68-68-65-66=267     | −21        | 1 tacada          | Andy Sullivan                |
| 13  | 22 Maio 2016 | Dubai Duty Free Irish Open            | 67-70-70-69=276     | −12        | 3 tacadas         | Russell Knox, Bradley Dredge |
| 14  | 3 Nov 2019   | WGC-HSBC Champions                    | 67-67-67-68=269     | −19        | playoff           | Xander Schauffele            |
| 15  | 30 Jan 2023  | Hero Dubai Desert Classic (3)         | 66-70-65-68=269     | −19        | 1 tacada          | Patrick Reed                 |
| 16  | 16 Jul 2023  | Genesis Scottish Open                 | 64-66-67-68=265     | −19        | 1 tacada          | Robert MacIntyre             |
| 17  | 21 Jan 2024  | Hero Dubai Desert Classic (4)         | 71-70-63-70=274     | −14        | 1 tacada          | Adrian Meronk                |
| 18  | 17 Nov 2024  | DP World Tour Championship, Dubai (2) | 67-69-68-69=273     | −15        | 2 tacadas         | Rasmus Højgaard              |
| 19  | 13 Abr 2025  | Masters                               | 72-66-66-73=277     | −11        | playoff           | Justin Rose                  |

1 Co-sancionado pelo Asian Tour
European Tour playoff recorde (0–2)
| No. | Ano   | Torneio                | Oponente(s)                      | Resultado                                                                                         |
| --- | ----- | ---------------------- | -------------------------------- | ------------------------------------------------------------------------------------------------- |
| 1   | 2008  | Omega European Masters | Jean-François Lucquin            | Perdeu para birdie no segundo buraco extra                                                        |
| 2   | 2008^ | UBS Hong Kong Open     | Lin Wen-tang, Francesco Molinari | Lin venceu com um birdie no segundo buraco extra Molinari eliminado com um par no primeiro buraco |

^Novembro 2008, em 2009 temporada

### Vitórias no Asian Tour (1)
| No. | Data       | Torneio             | Pontuação vencedora | Para o par | Margem de Vitória | Vice-campeão   |
| --- | ---------- | ------------------- | ------------------- | ---------- | ----------------- | -------------- |
| 1   | 4 Dez 2011 | UBS Hong Kong Open1 | 64-69-70-65=268     | −12        | 2 tacadas         | Grégory Havret |

1 Co-sancionado pelo European Tour

### Vitórias no PGA Tour da Australasia (1)
| No. | Data       | Torneio                   | Pontuação vencedora | Para o par | Margem de vitória | Vice-campeão |
| --- | ---------- | ------------------------- | ------------------- | ---------- | ----------------- | ------------ |
| 1   | 1 Dec 2013 | Emirates Australian Open1 | 69-65-70-66=270     | −18        | 1 tacada          | Adam Scott   |

1 Co-sancionado pelo OneAsia Tour

### Outras vitórias (1)
- 2011 Lake Malaren Shanghai Masters (unofficial money event)

## Sumário da Carreira Profissional

### European Tour
| Temporada | Inícios | Cortes feitos | Vitórias | 2º | 3º | Top 10 | Top 25 | Ganhos (€) | Lista do Ranking Dnheiro |
| --------- | ------- | ------------- | -------- | -- | -- | ------ | ------ | ---------- | ------------------------ |
| 2005      | 3       | 0             | 0        | 0  | 0  | 0      | 0      | (amateur)  | n/a                      |
| 2006      | 1       | 0             | 0        | 0  | 0  | 0      | 0      | (amateur)  | n/a                      |
| 2007      | 8       | 6             | 0        | 0  | 1  | 2      | 2      | 277,255    | 95                       |
| 2008      | 28      | 16            | 0        | 1  | 0  | 6      | 10     | 696,335    | 36                       |
| 2009      | 25      | 24            | 1        | 3  | 3  | 14     | 18     | 3,610,020  | 2                        |
| 2010      | 16      | 14            | 0        | 0  | 3  | 9      | 11     | 1,821,050  | 13                       |
| 2011      | 19      | 19            | 2        | 2  | 3  | 12     | 17     | 4,002,168  | 2                        |
| 2012      | 15      | 13            | 2        | 3  | 2  | 10     | 10     | 5,519,118  | 1                        |
| 2013      | 13      | 10            | 0        | 0  | 0  | 4      | 5      | 862,177    | 35                       |
| Carreira* | 128     | 102           | 5        | 9  | 12 | 57     | 73     | 16,788,123 | 11                       |

*Conforme a temporada de 2013.

### PGA Tour
| Temporada | Inícios | Cuts feitos | Vitórias (majors) | 2º | 3º | Top 10 | Top 25 | Ganhos ($) | Lista do Ranking Dnheiro |
| --------- | ------- | ----------- | ----------------- | -- | -- | ------ | ------ | ---------- | ------------------------ |
| 2007      | 1       | 1           | 0                 | 0  | 0  | 0      | 0      | (amador)   | n/a^                     |
| 2009      | 11      | 10          | 0                 | 0  | 1  | 3      | 7      | 849,719    | n/a^                     |
| 2010      | 16      | 12          | 1                 | 0  | 2  | 5      | 6      | 2.554,280  | 26                       |
| 2011      | 10      | 9           | 1 (1)             | 0  | 0  | 4      | 7      | 1.905,609  | n/a^                     |
| 2012      | 16      | 13          | 4 (1)             | 2  | 1  | 10     | 11     | 8.047,952  | 1                        |
| 2013      | 16      | 14          | 0                 | 1  | 0  | 5      | 7      | 1.802,443  | 41                       |
| 2014*     | 12      | 12          | 3 (2)             | 1  | 0  | 8      | 12     | 6.965,896  | 1                        |
| Carreira* | 82      | 71          | 9 (4)             | 4  | 4  | 35     | 50     | 22.125,898 | 44                       |

*Até 10 de agosto de 2014.
- ^ McIlroy não foi membro do PGA Tour em 2007, 2009 ou 2011 por isso não está na presente na "money list".
- Nota que há o dobro do dinheiro ganho (e vitórias) nos majors e World Golf Championships desde que sejam oficiais em ambos os tours.

## Majors

### Vitórias (5)
| Ano  | Torneio               | Pontuação vencedora   | Margem    | Vice-campeão                 |
| ---- | --------------------- | --------------------- | --------- | ---------------------------- |
| 2011 | U.S. Open             | –16 (65-66-68-69=268) | 8 tacadas | Jason Day                    |
| 2012 | PGA Championship      | –13 (67-75-67-66=275) | 8 tacadas | David Lynn                   |
| 2014 | The Open Championship | −17 (66-66-68-71=271) | 2 tacadas | Rickie Fowler, Sergio García |
| 2014 | PGA Championship (2)  | –16 (66-67-67-68=268) | 1 tacada  | Phil Mickelson               |
| 2025 | Masters de Golfe      | -11 (72-66-66-73=277) | Playoff   | Justin Rose                  |

### Resultados
| Torneio               | 2007  | 2008 | 2009 | 2010 | 2011 | 2012 | 2013 | 2014 |
| --------------------- | ----- | ---- | ---- | ---- | ---- | ---- | ---- | ---- |
| Masters Tournament    | DNP   | DNP  | T20  | CUT  | T15  | T40  | T25  | T8   |
| U.S. Open             | DNP   | DNP  | T10  | CUT  | 1    | CUT  | T41  | T23  |
| The Open Championship | T42LA | DNP  | T47  | T3   | T25  | T60  | CUT  | 1    |
| PGA Championship      | DNP   | DNP  | T3   | T3   | T64  | 1    | T8   | 1    |

LA = Low amateur

DNP = Did not play (não jogou)

CUT = não passou do corte

"T" = empatado

Fundo verde para vitórias. Fundo amarelo para top-10.

### Sumário
| Torneio               | Vitórias | 2º | 3º | Top-5 | Top-10 | Top-25 | Eventos | Cortes feitos |
| --------------------- | -------- | -- | -- | ----- | ------ | ------ | ------- | ------------- |
| Masters Tournament    | 0        | 0  | 0  | 0     | 1      | 4      | 6       | 5             |
| U.S. Open             | 1        | 0  | 0  | 1     | 2      | 3      | 6       | 4             |
| The Open Championship | 1        | 0  | 1  | 2     | 2      | 3      | 7       | 6             |
| PGA Championship      | 2        | 0  | 2  | 4     | 5      | 5      | 6       | 6             |
| Total                 | 4        | 0  | 3  | 7     | 10     | 15     | 25      | 21            |

- Maior sequência de cortes feitos – 7 (2010 Open Championship – 2012 Masters)
- Maior sequência de top-10s – 2 (três vezes, atual)

## World Golf Championships

### Vitórias (1)
| Ano  | Torneio                      | 54 buracos             | Pontuação vencedora   | Margem de vitóra | Vice-campeão  |
| ---- | ---------------------------- | ---------------------- | --------------------- | ---------------- | ------------- |
| 2014 | WGC-Bridgestone Invitational | 3 tacadas de diferença | −15 (69-64-66-66=265) | 2 tacadas        | Sergio García |

### Resultados
| Torneio                           | 2009 | 2010 | 2011 | 2012 | 2013 | 2014 |
| --------------------------------- | ---- | ---- | ---- | ---- | ---- | ---- |
| Accenture Match Play Championship | QF   | R32  | R32  | 2    | R64  | R32  |
| Cadillac Championship             | T20  | T65  | T10  | 3    | T8   | T25  |
| Bridgestone Invitational          | T68  | T9   | T6   | T5   | T27  | 1    |
| HSBC Champions                    | 4    | 5    | T4   | DNP  | T6   |      |

DNP = Did Not Play (não jogou)

QF, R16, R32, R64 = Rodada na qual o jogador perdeu no match play

"T" = tied (empatado)

Fundo amarelado = top-10.

## Participações em equipes
Amador
- Junior Ryder Cup (representando a Europa): 2004 (vencedores)
- Eisenhower Trophy (representando a Irlanda): 2006
- European Amateur Team Championship (representando a Irlanda): 2007 (vencedores)
- Walker Cup (representando Grã Bretanha e Irlanda): 2007

Profissional
- Ryder Cup (representando Europa): 2010 (vencedores), 2012 (vencedores)
- Seve Trophy (representando Grã Bretanha e Irlanda): 2009 (vencedores)
- World Cup (representando a Irlanda): 2009, 2011

## Equipamento
A 20 de Julho de 2014
- Driver: Nike Covert Tour 2.0
- 3 Wood: Nike VR_S  Covert

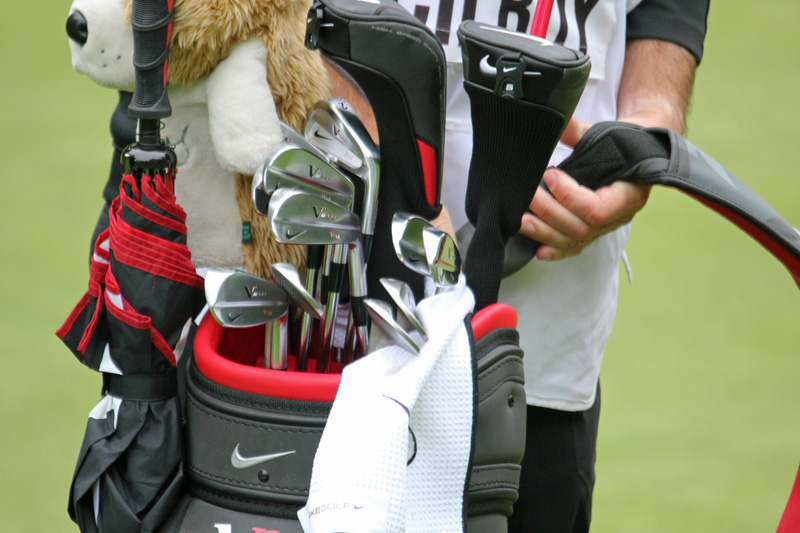
Caddie J. P. Fitzgerald holds McIlroy's bag in May 2013.

- Irons: Nike MM prototype (2 Iron), Nike VR Pro Blades (3–9)
- Wedges: Nike VR Forged (47, 54 and 59 degrees)
- Putter: Nike Method 006
- Bola: Nike RZN Black